# Tephritis hesperia
Tephritis hesperia är en tvåvingeart som beskrevs av Hardy och Drew 1996. Tephritis hesperia ingår i släktet Tephritis och familjen borrflugor. Inga underarter finns listade i Catalogue of Life.